# Силвер Лејк (Канзас)
Силвер Лејк (енгл. Silver Lake) град је у америчкој савезној држави Канзас.

## Демографија
По попису из 2010. године број становника је 1.439, што је 81 (6,0%) становника више него 2000. године.
| Група             | 2000.         | 2010.         |
| Белци             | 1.303 (95,9%) | 1.330 (92,4%) |
| Афроамериканци    | 1 (0,1%)      | 4 (0,3%)      |
| Азијати           | 3 (0,2%)      | 4 (0,3%)      |
| Хиспаноамериканци | 24 (1,8%)     | 59 (4,1%)     |
| Укупно            | 1.358         | 1.439         |